# Reinhard Kindermann
Reinhard Kindermann (* 10. März 1960 in Friedberg) ist ein ehemaliger deutscher Fußballspieler. Den Großteil seiner Karriere verbrachte er bei Eintracht Braunschweig, wo er von 1981 bis 1985 in der Bundesliga 99 Spiele absolvierte und sechs Tore erzielte.

## Karriere
Kindermanns Karriere fing 1975 in der Jugendabteilung beim FC Augsburg an, wohin er von seinem Heimatverein TSV Friedberg gewechselt war. Direkt von den A-Junioren führte ihn sein sportlicher Weg zur Runde 1978/79 in die 2. Bundesliga. Dort war er  auf Anhieb Stammspieler. Er kam unter den Trainern Werner Sterzik und Hans Cieslarczyk an der Seite der Mitspieler Helmut Haller, Georg Beichle, Manfred Tripbacher und Armin Veh auf 32 Ligaspiele mit zwei Toren. Der FCA stieg aber in das Amateurlager ab. Unter Trainer Heiner Schuhmann holte sich die Mannschaft aus dem Rosenaustadion aber 1979/80 umgehend die Meisterschaft in der Bayernliga und kehrte damit sofort in die 2. Bundesliga zurück. Im Wettbewerb um die Deutsche Fußball-Amateurmeisterschaft 1980 verlor der FCA erst im Finale gegen die Amateure des VfB Stuttgart.
Das Talent Kindermann folgte aber seinem ehemaligen FCA-Mitspieler Manfred Tripbacher nach Niedersachsen und wechselte zum Absteiger in die Saison 1980/81 zur Eintracht Braunschweig. Bei der Eintracht erwischte er wieder einen guten Start und wurde auch dort unter Trainer Uli Maslo sofort Stammspieler. In derselben Saison stieg er mit der Erringung der Vizemeisterschaft – er hatte 40 Spiele absolviert und zwei Tore an der Seite des Torjägers Ronald Worm (38-30) erzielt – mit Braunschweig in die Bundesliga auf. Auch dort kam Kindermann gut zurecht, in seiner zweiten Saison in der Bundesliga kam er jedoch nur noch auf 15 Einsätze. Dies änderte sich allerdings bereits in der nächsten Saison wieder. 1984/85 stieg die Eintracht in die 2. Bundesliga ab und Kindermann verließ den Verein ein Jahr später.
Er schloss sich wieder dem FC Augsburg an, der inzwischen in der Bayernliga antrat. Später spielte Kindermann, erneut zusammen mit Manfred Tripbacher, für den BC Harlekin – ein Projekt eines Spielhallen-Betreibers, der seinen eigenen Verein in den höherklassigen Fußball bringen wollte.
Reinhard Kindermann  bestritt insgesamt 99 Bundesligaspiele (sechs Tore) sowie 97 Zweitligaspiele (acht Tore). Er kehrte zur Runde 1986/87 wieder zum FC Augsburg zurück und war nach seiner Spielerkarriere auch als Trainer beim TSV Friedberg tätig.